# Amethysphaerion jocosum
Amethysphaerion jocosum là một loài bọ cánh cứng trong họ Cerambycidae.